# Xestocephalus koshunensis
Xestocephalus koshunensis är en insektsart som beskrevs av Matsumura 1914. Xestocephalus koshunensis ingår i släktet Xestocephalus och familjen dvärgstritar. Inga underarter finns listade i Catalogue of Life.